# 増田東町
増田東町（ましたひがしまち）は、愛知県稲沢市の地名。

## 地理

### 交通
- 名鉄名古屋本線
- 愛知県道67号名古屋祖父江線

### 施設
- ONEバプテスト教会
- みのり保育園

## 歴史

### 沿革
- 1967年（昭和42年） - 稲沢市増田町の一部により、同市増田東町が成立[1]。

### WEB
1. ↑  “読み仮名データの促音・拗音を小書きで表記するもの(zip形式) 愛知県” (zip).   日本郵便 (2024年2月29日). 2024年3月26日閲覧。
2. ↑  “市外局番の一覧” (PDF).   総務省 (2022年3月1日). 2022年3月22日閲覧。
3. ↑  “ナンバープレートについて”.   一般社団法人愛知県自動車会議所. 2024年1月21日閲覧。

### 書籍
1. ↑  「角川日本地名大辞典」編纂委員会 1989, p. 1242.